# Hainaut-Sambre
Hainaut-Sambre était une entreprise sidérurgique belge localisée à Couillet, dans la région de Charleroi, issue de la fusion en 1955 des Usines Métallurgiques du Hainaut (localisée à Couillet), et de la division métallurgique de Sambre et Moselle (localisée à Montignies-sur-Sambre, Charleroi). Anecdote : Le Directeur d'Hainaut-Sambre en 1955 et pendant de nombreuses années, était Robert Baret, né le 04/03/1897 à Couillet, et décédé le 02/05/1981 à Montigny-le-Tilleul, à 84 ans, d'où la fin de l'entreprise, et de la future fusion en 1981.
L'entreprise absorba une autre entreprise sidérurgique de la région, Thy-Marcinelle et Providence en 1980, avant d'être fusionnée avec l'entreprise liégeoise Cockerill-Providence en 1981, pour former Cockerill-Sambre.
Une entreprise précédente, SA Marcinelle & Couillet, construisit des locomotives aux Usines Métallurgiques du Hainaut qui furent utilisées pour des chemins de fer industriels, et exportées aux quatre coins du monde. Le constructeur de locomotive fut généralement connu sous le nom de Couillet.

## Histoire

### Origines
On considère généralement que la production industrielle d'acier dans les environs de Charleroi débuta vers l'an mille, avec des forges actionnées par la force hydraulique, avec des fourneaux alimentés au charbon de bois. La première production identifiée date d'environ 1600. Au XIXe siècle, les inventions en matière de sidérurgie se diffusèrent en Belgique. Dans la région de Charleroi, Paul-François Huart-Chapel, au même titre que son contemporain anglais naturalisé belge John Cockerill dans la région de Liège, furent les premiers investir la révolution industrielle dans le pays. Dans les années 1820, ils introduisirent le puddlage, puis le coke dans les hauts-fourneaux,.
En 1828, la Maison de commerce « Fontaine-Spitaels » acheta des terrains pour la construction d'ateliers sidérurgiques, qui fusionnèrent vers 1830 avec les Usines des Hauchies de Paul Huart-Chapel pour former Fontaine-Spitaels et Cie. L'entreprise avait, en plus de ses hauts-fourneaux et fours à coke, des autorisations d'exploitation du charbon et du minerai de fer. En 1835, l'entreprise devint la Société anonyme des hauts-fourneaux, usines et charbonnages de Marcinelle et Couillet, bénéficiant d'un capital de 4,5 million francs.
L'entreprise continua de se développer, avec des laminoirs de barres de fer, puis la construction dans les années 1840 de voies de chemin de fer pour acheminer le minerai et évacuer la production, le Procédé Martin-Siemens introduit en 1888, puis la construction en 1892 d'un convertisseur Bessemer, et en 1894 d'un laminoir de rouleaux.
En 1906, les départements de sidérurgie et de d'extraction furent séparées, avec les charbonnages de Marcinelle constitués en une entreprise séparée, et l'entreprise sidérurgique dorénavant connue sous le nom de Société Métallurgique de Couillet, renommée Société Métallurgique du Hainaut en 1910.
En 1955, l'entreprise fusionna avec le département sidérurgique de Sambre et Moselle pour former Hainaut-Sambre,.

### Hainaut-Sambre
En 1967, le groupe acquit 51 % des actions de la Société des Aciéries et Tréfilerie de Neuves-Maisons - Chatillon, revendue à Chiers-Chatillon en 1977.
En 1978, l'entreprise avait une capacité de production annuelle d'acier d'environ 2 millions de tonnes. En 1980, elle fusionna avec Thy-Marcinelle et Providence. L'entité constituée produisait désormais l'essentiel de l'acier dans la région de Charleroi, essentiellement constituée de produits longs.
Avec la crise de l'acier des années 1970, le groupe connut d'importantes difficultés financières. En 1980, la dette atteignait 1.115 millions EUR, et plus de capital. Cockerill-Providence, issue de la Société anonyme John Cockerill, ne se portait guère mieux. Le 16 janvier 1981, la fusion des deux groupes fut annoncée. Le groupe Cockerill-Sambre était né.

## Locomotives "Couillet"
La Société anonyme Usines Métallurgiques du Hainaut, partie de la SA Marchinelle & Couillet, construisit des locomotives à vapeur dans une usine à Couillet, à proximité de Charleroi. Elles étaient communément connues sous le nom de "Locomotives Couillet",.

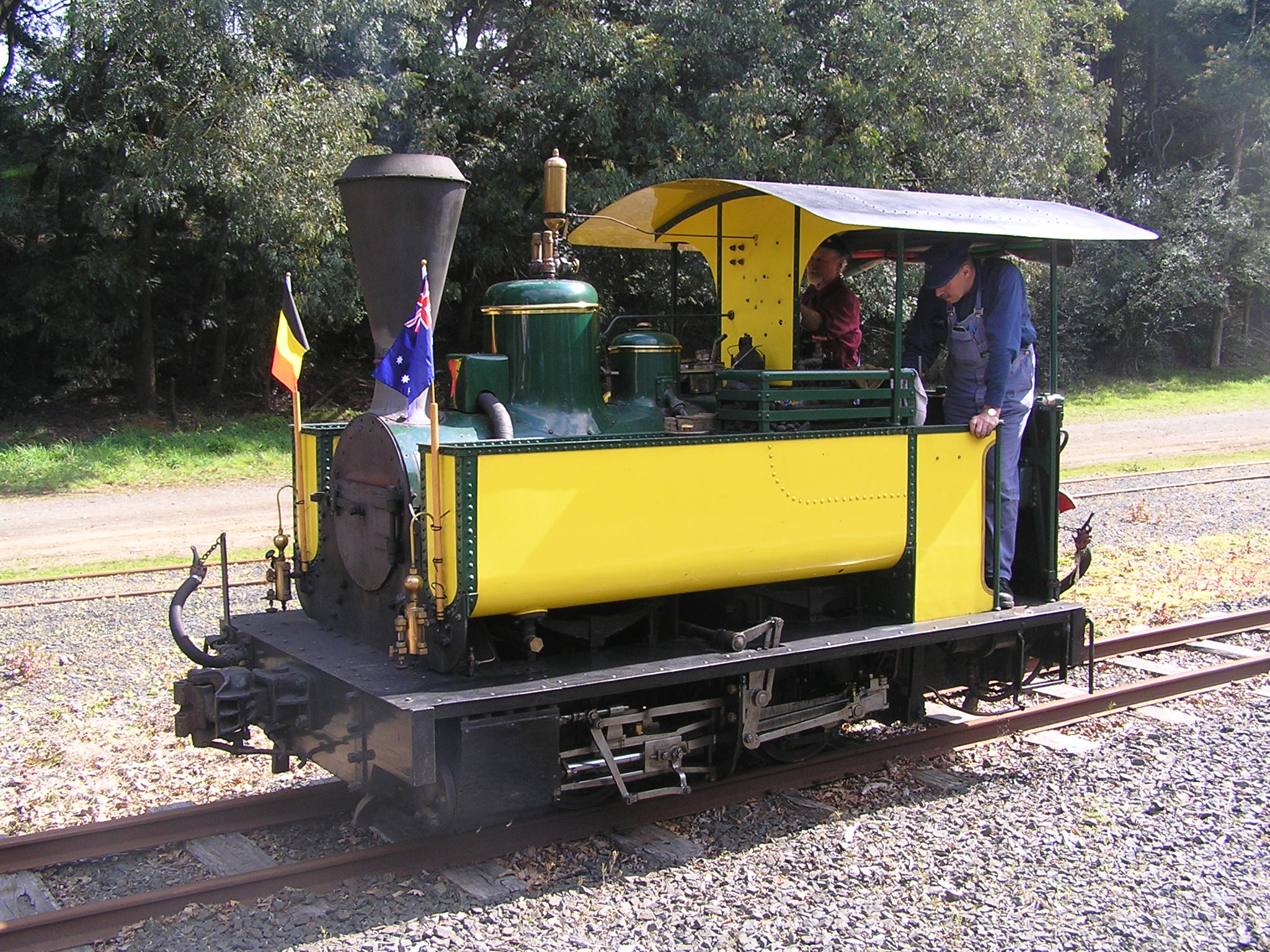
Numéro 986 "Carbon"

Les locomotives furent largement exportées. Certaines d'entre elles opèrent toujours en tant que chemin de fer touristique, telle les numéros 861 "John Benn"  et 986 "Carbon" construites par Couillet pour Decauville pour l'alimentation du Melbourne Metropolitan Gas Company pour utilisation sur le Puffing Billy Railway en  Australie,.
Une locomotive du Chemin de fer touristique du Tarn  en France est classée comme monument historique. En 2010, la locomotive fêta ses 100 ans.

### Sources
- Alfred Bolle, « Notice historique sur Couillet », www.couillet.be
- Bernard Fusulier, Jean Vandewattyne et Cédric Lomba, Kaléidoscope d'une modernisation industrielle. Usinor-Cockrill Sambre-Arcelor, Presses univ. de Louvain, 2003 (lire en ligne)

### Informations complémentaires
- Andre Warzée, Exposé historique et statistique de l'industrie métallurgique dans le Hainaut, Masquillier et Dequesne, 1861 (lire en ligne)